# Inseparabilitate cuantică
Inseparabilitatea cuantică (în engleză quantum entanglement) este un fenomen cuantic în care stările cuantice ale mai multor obiecte sau particule elementare diferite sunt „cuplate‟ între ele. Cuvântul englez „entanglement‟ înseamnă „prins‟, „înțepenit‟, „împotmolit‟.
În sens matematic, funcția de undă globală care descrie sistemul de obiecte „cuplate‟ nu poate fi redusă („factorizată‟) într-un produs de mai multe funcții elementare independente corespunzând fiecare câte unui obiect individual, chiar dacă obiectele respective sunt separate spațial.
Este un fenomen din mecanica cuantică. Stările cuantice a două sau mai multe obiecte fizice cuplate sunt legate între ele în așa fel, încât un obiect neseparat cuantic (cuplat cu altul sau altele) nu mai poate fi descris fără a lua în considerație celelalte obiecte, chiar dacă ele sunt separate spațial. O astfel de interconexiune duce la corelații încă neelucidate între proprietățile fizice observabile ale sistemelor depărtate. De exemplu, mecanica cuantică declară că spinul unui obiect cuantic este nedeterminat, atâta vreme cât nu se intervine fizic pentru a-l măsura. Măsurarea stării cuantice a unui număr de particule neentanglate duce la un rezultat impredictibil. De aceea, într-o serie numeroasă de măsurări ale spinului, la jumătate din ele rezultă spinul în sus, iar la cealaltă jumătate spinul în jos. Dar dacă aceleași măsurări se fac cu particule entanglate, rezultatul particulei entanglate este total predictibil: dacă starea primei din ele este de exemplu cu spinul-sus, starea celeilalte particule este întotdeauna cu spinul-jos, indiferent de distanța dintre ele. Pentru a explica acest gen de rezultate au fost inventate teorii ca teoria variabilelor ascunse. Dar dacă această teorie ar fi valabilă, variabilele ascunse ar trebui să fie într-o stare de „comunicație” oarecum misterioasă, indiferent de distanța dintre particule. Variabilele ascunse ce descriu una din particule ar trebui să se schimbe instantaneu în momentul măsurării proprietăților particulei cuplate (entanglate). Dacă variabilele ascunse nu ar „comunica” între ele atunci când distanța dintre particule e mare, datele statistice ar satisface inegalitatea Bell, dar e dovedit experimental că inegalitatea Bell se violează, după cum a prezis teoretic și mecanica cuantică.
Fenomenul de colapsare a funcției de undă dă impresia că actul de măsurare a unui obiect influențează instantaneu pe cel de-al doilea obiect, entanglat cu primul, chiar dacă cele două obiecte se află la o oarecare distanță unul de altul. Cu toate acestea entanglarea cuantică „nu permite” transmiterea informației clasice mai repede decât viteza luminii în vid.
Entanglarea cuantică se folosește la tehnologii ca de exemplu computere cuantice, criptarea cuantică, teleportare cuantică experimentală.

## Introducere
Entanglementul este o proprietate din mecanică cuantică pe care Einstein n-o agrea. În 1935 Einstein, Podolski și Rosen au formulat paradoxul EPR, un experiment imaginar ce a demonstrat că mecanica cuantică devine non-locală. Este știut că Einstein, sceptic, numea cu ironie aceasta ca ”acțiune fantomă la distanță”. Porecla dată de Einstein a fost "quantic entanglement", încurcătură cuantică. Două particule, aflate la distanță una de alta, pot să aibă o legătură între ele, așa fel încât măsurarea stării cuantice a uneia dintre ele schimbă instantaneu starea cuantică a celeilalte particule entanglate cu ea. Pe atunci se părea că astfel de corelații non-locale ar putea viola postulatul limitării vitezei luminii (transmiterii de semnale) din Teoria relativității restrânse. Au existat încercări de a explica corelațiile non-locale dintre particule folosind Teoria variabilelor ascunse, unde corelațiile sunt descrise de variabile necunoscute (ascunse). Însă în 1964 John Stewart Bell a demonstrat că nici astfel nu se poate construi o teorie locală bună, iar entanglementul, prezis de mecanica cuantică, se poate deosebi experimental de teoriile cu parametri locali ascunși. Rezultatele experimentelor ce au urmat au dovedit natura non-locală a mecanicii cuantice, cu toate că în experimente au fost și mici inexactități.
Corelarea non-locală duce la o interacțiune interesantă cu Teoria relativității restrânse, care afirmă că informația nu se poate transmite dintr-un loc în altul mai repede decât cu viteza luminii. Deși există sisteme cuantice entanglate care se află la mare distanță unul de altul, transmiterea instantanee a informației nu este posibilă, de acea entanglementul cuantic nu violează cauzalitatea. Este un fenomen descris de teorema non-comunicației. Alte experimente vor verifica dacă entanglementul rezultă din retrocauzalitate.

## Stări pure
Discuția următoare construiește fundamentul teoretic folosit în articolele despre formularea matematică a mecanicii cuantice.
Fie două sisteme ce nu interacționează {\displaystyle A} și {\displaystyle B}, în respectivul spațiu Hilbert {\displaystyle H_{A}} și {\displaystyle H_{B}}. Spațiul Hilbert din sistemul compus este un produs tensorial:
{\displaystyle H_{A}\otimes H_{B}.}
Dacă primul sistem este în starea {\displaystyle |\psi \rangle _{A}} și al doilea în starea {\displaystyle |\phi \rangle _{B}}, starea sistemului compus va fi:
{\displaystyle |\psi \rangle _{A}\otimes |\phi \rangle _{B},}
care se scrie de obicei ca:
{\displaystyle |\psi \rangle _{A}\;|\phi \rangle _{B}.}
Stările sistemului compus care pot fi reprezentate astfel se numesc „stări separabile” sau „stări de produs”. 
Nu toate stările sunt stări de produs. Fixarea  bazei {\displaystyle \{|i\rangle _{A}\}} pentru  {\displaystyle H_{A}} și a bazei {\displaystyle \{|j\rangle _{B}\}} pentru {\displaystyle H_{B}}. Cea mai generală stare în {\displaystyle H_{A}\otimes H_{B}} are forma
{\displaystyle \sum _{i,j}c_{ij}|i\rangle _{A}\otimes |j\rangle _{B}}.
Dacă starea este neseparabilă, ea este numită „stare entanglată”. 
De exemplu, doi vectori de bază {\displaystyle \{|0\rangle _{A},|1\rangle _{A}\}} de {\displaystyle H_{A}} și  {\displaystyle \{|0\rangle _{B},|1\rangle _{B}\}} de {\displaystyle H_{B}}, aici următoarele sunt stări entanglate:
{\displaystyle {1 \over {\sqrt {2}}}{\bigg (}|0\rangle _{A}\otimes |1\rangle _{B}-|1\rangle _{A}\otimes |0\rangle _{B}{\bigg )}}.
Dacă sistemul compus este în această stare, este imposibil de atribuit altor sisteme {\displaystyle A} sau {\displaystyle B} o stare pură definită. În schimb, stările lor sunt în superpoziție unele cu altele. În acest sens, sistemele sunt „entanglate”.
Fie A (Alice) o observatoare pentru sistemul {\displaystyle A} și B (Bob) un observator pentru sistemul {\displaystyle B}. Dacă Alice face o măsurare în {\displaystyle \{|0\rangle ,|1\rangle \}} sistemul A, pot apărea două rezultate cu probabilități egale:
1. Alice măsoară 0, și starea sistemului colapsează către {\displaystyle |0\rangle _{A}|1\rangle _{B}}
2. Alice măsoară 1, și starea sistemului colapsează către {\displaystyle |1\rangle _{A}|0\rangle _{B}}.

Dacă primul eveniment a avut deja loc, orice măsurare subsecventă făcută de Bob în același spațiu va returna întotdeauna 1. Dacă Alice măsoară 0, măsurarea lui Bob va returna de asemenea 0. Așadar, sistemul B a fost alterat de Alice prin măsurători locale în sistemul A. Aceasta rămâne neschimbat chiar dacă sistemele A și B sunt spațial separate. Este fundamentul paradoxului EPR.
Aici cauzalitatea se păstreză, pentru alte argumente vezi no communication theorem.

## Folosirea entanglementului
Entanglementul are multe aplicații în Teoria informației cuantice. Entanglementul poate fi privit ca o sursă pentru comunicații cuantice, codarea superdensă și teleportarea cuantică.
Alte aplicații ale entanglementului sunt:
- Calculator cuantic - folosește entanglementul și superpoziția cuantică.
- Teorema Reeh-Schlieder din teoria cuantică a câmpului (Quantic Field Theory, QFT) este numită uneori un analog al entanglementului cuantic. Un exemplu ar fi spațiul care este format din entanglement. Alt exemplu este în cadrul găurilor negre. Avem 2 subsisteme A si B (inseparabile cuantic), dintre care pe unul îl vom trimite în gaura neagră și pe celălalt îl vom lăsa în afara acesteia. Subsistemul ce-l vom trimite va fi A. Dacă vom rupe entanglementul, atunci va rezulta o cantitate mare de energie, luând în calcul principiul incertitudinii atunci observatorul B va vedea cuante de energie mare, de aici și termenul de firewall (zid de foc) din limba engleză.[necesită citare]